# Migmanychion
Migmanychion („změť drápů“) byl rod menšího maniraptorního teropodního dinosaura, žijícího před asi 121 miliony let (raná křída) na území dnešní Číny (geologické souvrství Longjiang/Lung-ťiang). Formálně byl popsán v červnu roku 2023.

## Zařazení
Migmanychion byl nepochybně zástupcem kladu Maniraptora a pravděpodobně i kladu Paraves. Je také možné, že se jednalo o zástupce skupiny Oviraptorosauria, vzhledem k nekompletnosti fosilního materiálu to ale zatím není možné určit s jistotou. Jako pravděpodobná se jeví příbuznost tohoto dinosaura a japonského rodu Fukuivenator.
Migmanychion byl zástupcem tzv. "Fauny Moqi", do které patřil například i dromeosaurid rodu Daurlong.